# Przeszkoda (województwo wielkopolskie)
Przeszkoda – kolonia w Polsce położona w województwie wielkopolskim, w powiecie wolsztyńskim, w gminie Siedlec.
W okresie Wielkiego Księstwa Poznańskiego (1815-1848) miejscowość wzmiankowana jako folwark Przeszkoda należał do wsi mniejszych w ówczesnym powiecie babimojskim rejencji poznańskiej. Folwark Przeszkoda należał do babimojskiego okręgu policyjnego tego powiatu i stanowił część majątku Wielka wieś, którego właścicielem był Bloch. Według spisu urzędowego z 1837 roku folwark Przeszkoda liczył 33 mieszkańców, którzy zamieszkiwali dwa dymy (domostwa).
W latach 1975–1998 miejscowość administracyjnie należała do województwa zielonogórskiego.